# Anorrhinus
Anorrhinus és un gènere d'ocells de la família dels buceròtids (Bucerotidae). Aquests calaus habiten als boscos del sud-est asiàtic i les zones adjacents de l'Índia i la Xina. Són observats en grups socials.

## Llistat d'espècies
Segons la classificació del Congrés Ornitològic Internacional (versió 13.2, 2023) aquest gènere conté tres espècies:
- calau crestafosc (Anorrhinus galeritus).
- calau d'Austen (Anorrhinus austeni).
- calau de Tickell (Anorrhinus tickelli).